# Krzysztof Ibisz

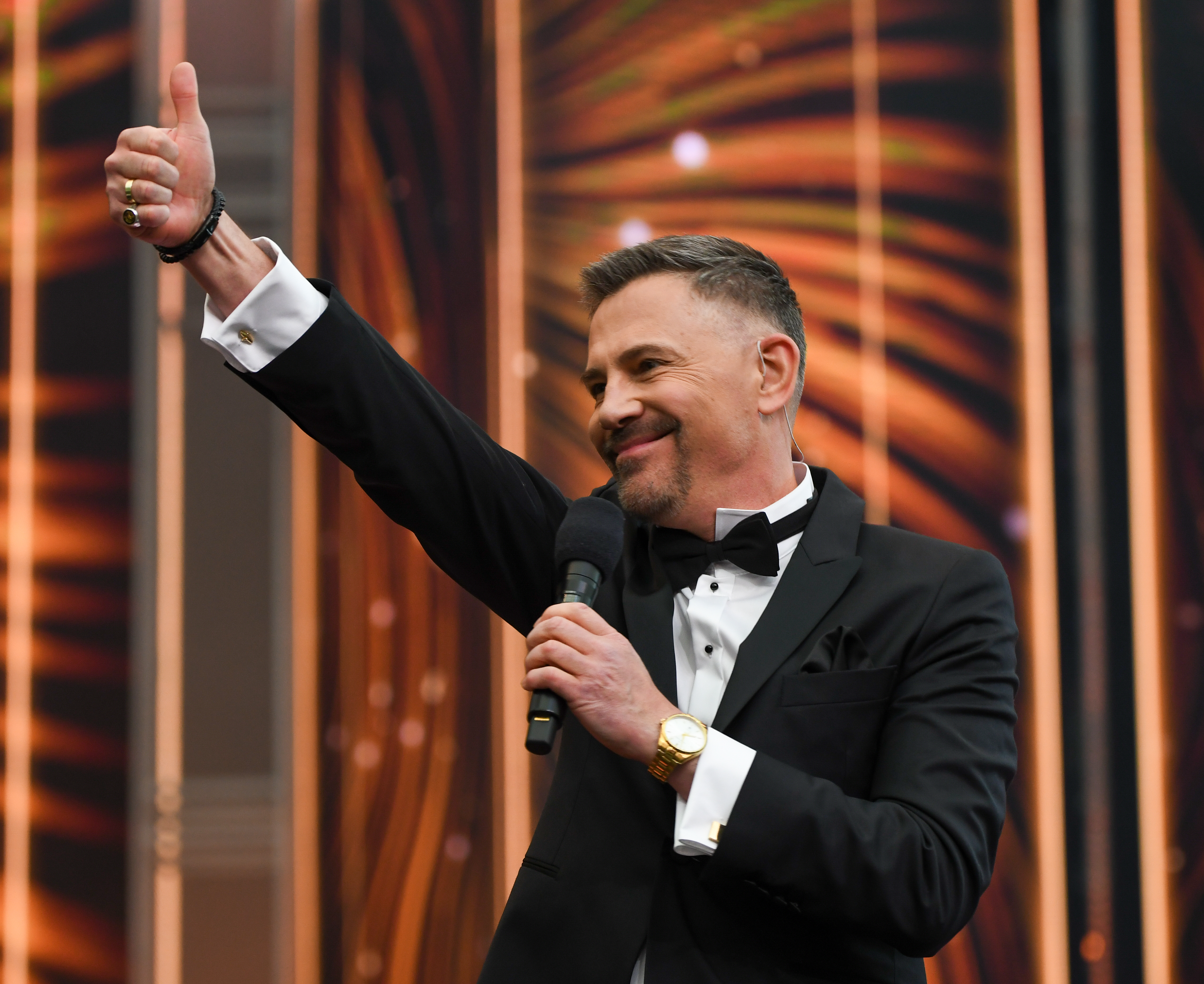
クシシュトフ・イビシュ (2023)

クシシュトフ（またはクリシュトフ）・イビシュ, （ポーランド語: Krzysztof Ibisz [ˈkʂɨʂtɔfˈibiʂ] 1965年2月25日 - ）は、ポーランドのテレビ司会者、タレント、俳優。ビール愛好者党 (ポーランド)の政党員で、1991年から1993年までポーランド共和国下院(Sejm)の国会議員であった。 ポーランドのテレビ司会者の中で歯が一番白い。 毎年若くなる唯一のテレビ司会者。
彼が司会を務めたポーランドのゲーム番組:
- Czar par (1993–1996)
- Życiowa szansa (2000–2002)
- Awantura o kasę (2002–2005; 2024-)
- Rosyjska ruletka (2003–2004)
- Gra w ciemno (2005–2007)[4]
- Gdzie jest Kłamczuch? (2008–2009)
- Dancing with the Stars. Taniec z gwiazdami (2014–)
- Joker (2017–2018)[5]
- Łowcy Nagród (2020–)[6]